# Gerard van den Brink
Gerardus van den Brink (Culemborg, 23 juli 1899 - Soest, 9 februari 1955) was een Nederlands ondernemer en oprichter van Vogelpark Avifauna.
Hij was zoon van Aaltje Johannes Huisman en klompenmaker Johannes van den Brink.  Na de niet afgemaakte lagere school wilde hij wel studeren, maar de onderwijzer zag daar geen toekomst in. Hij werd door diezelfde onderwijzer wel omschreven als handig. Hij werd koperslager binnen de scheepsbouw.
In 1922 trouwde hij in Rotterdam met modiste Barthomolea Maria Timmermans.Van den Brink ging de handel in en begon met zijn echtgenote vanuit een marktstandplaats aan een winkel en atelier in modeartikelen zoals hoeden (Maison van den Brink, Firma van den Brink). Ze breidden deze handel gedurende de jaren uit naar handel in van alles en nog wat met winkels in Amsterdam, Rotterdam en Den Haag. De inkomsten resulteerden in een groot huis in Alphen aan den Rijn, een kunst- en autoverzameling en buitenlandse reizen.
In de jaren veertig vatte Van den Brink een hobby op met verregaande consequenties. Twee fazanten van kennissen zouden leidden tot een verzameling exotische vogels en later tot Avifauna. Op het gebied van ornithologie was hij een leek, maar aan de hand van boekwerken en catalogi, wist hij in 1949 aan huis een vogeltuin samen te stellen met circa 300 soorten. Dat leidde tot vragen uit de omgeving of die tuin bezocht kon worden en in de zomermaanden stelde Van den Brink zijn vogeltuin dan ook open voor publiek. De inkomsten gingen weer naar nieuwe vogelsoorten en zo ontstond ruimtegebrek in zijn tuin en moest er gekeken worden naar een geschiktere locatie. Alphen aan den Rijn werd de plaats waarbij vogels zoveel mogelijk in een kunstmatig aangelegde natuurlijke omgeving met rotswanden en beschilderingen bezocht konden worden. Het park Avifauna werd op 17 mei 1950 geopend; er was tevens dans- en feestgelegenheid.
Openingen op zondag (zeker met dansen en feesten) gingen in tegen de Alphense zondagsrust, waardoor er te weinig inkomsten binnenkwamen. Ook viel het aantal bezoekers tegen: in de periode van de wederopbouw hadden veel mensen hun geld nodig voor levensonderhoud. Van den Brink ondernam ook impulsief allerlei zaken die onrendabel bleken: zo wilde hij een opvangcentrum voor Ambonezen in zijn vogelpark en huurde hij ontslagen musici in. Avifauna ging in september 1953 failliet. Het faillissement trok de familie mee. De familie verhuisde naar Soest en Van den Brink probeerde daar tot een herstart te komen. Ondertussen bleef hij ook actief in Culemborg, dat hem nog in 1952 tot ereburger benoemde.
De tuin in Soest kwam niet van de grond, mede door het vroege overlijden van Van den Brink in 1955. Hij werd langdurig ziek, werd nog geopereerd, maar vlak daarna overleed hij toch in Soest.  Hij werd begraven op de Rooms-Katholieke Begraafplaats in Soest. Avifauna werd in 1954 heropend.